# 李歌洋
李歌洋（1997年7月31日—），中国大陆影视男演员，生于浙江省台州市，2016年参加尚雯婕的《尚老板的练习生二期》招募中脱颖而出，2017年6月参与电竞类综艺节目《集结吧王者》，因而受到关注。同年8月出演《我的奇妙男友2之恋恋不忘》云臻一角开始累积人气。粉丝名为羔羊。

## 演艺经历
2016年参加由尚雯婕发起的练习生招募活动《尚老板的练习生二期》，通过线下面试及才艺比拼获得评委的称赞脱颖而出并正式签约黑金时尚，之后作为Fresh极客少年团成员参加2016安徽卫视春晚的录制，并出演二次元动漫系青春校园电影《热血派》。同年2月替<YOHO潮流志>拍摄封面。

2017年6月参与录制腾讯跨界艺人KPL电竞类网路综艺节目《集结吧王者》，作为李诞战队的成员获得KPL王者荣耀明星赛团体冠军。
2017年8月在都市奇幻网路剧《我的奇妙男友2之恋恋不忘》饰演云臻一角，是他第一部参与主演的网路剧。
2018年3月27参加上海TOP100外滩时尚盛典，4月参演青春校园励志剧《等等啊我的青春》，在其中饰演学霸校草林嘉泽。同年7月，出演古装言情甜宠喜剧《丑妃驾到》，饰演稷王吕澈。
2019年2月14日《我的奇妙男友2之戀戀不忘》於芒果TV首播，同年3月19日《等等啊我的青春》在優酷視頻上線。
5月21日由改編自趙乾乾所著《舟而复始》，騰訊視頻《致我們甜甜的小美滿》正式官宣主要角色，李歌洋出演男二號-蔡亞斯。
同年10月12日，青春校園網劇《原來時光都記得》正式官宣，李歌洋出演傲嬌學霸洛言，這也是他首次出演男主角，該劇預計2020年夏天播出。

## 综艺节目
| 首播日期      | 频道     | 综艺名          | 备注                 | 名次 |
| ------------- | -------- | --------------- | -------------------- | ---- |
| 2017年6月28日 | 腾讯视频 | 《集结吧 王者》 | 李诞战队<虽败犹荣队> | 冠军 |

## 影视作品

### 电视剧／网路剧
| 年份 | 剧名                    | 角色        | 备注     |
| 2017 | 楚乔传                  | 百变壶生    | 第22集   |
| 2018 | 凤囚凰                  | 晉評刺王    | 第3集    |
| 2019 | 我的奇妙男友2之恋恋不忘 | 云臻        | 网路剧   |
| 2019 | 等等啊我的青春          | 林嘉泽      | 网路剧   |
| 2020 | 致我們甜甜的小美滿      | 蔡亞斯      | 网路剧   |
| 2020 | 亲爱的义祁君            | 吕澈        | 网路剧   |
| 2021 | 原來時光都記得          | 洛言        | 网路剧   |
| 2022 | 二十四味暖浮生          | 許子顏      | 网路剧   |
| 2022 | 暖暖遇见你              | 顾一辰      | 网路剧   |
| 2023 | 套路先生请指示          | 葉鐘珏      | 网路短剧 |
| 2023 | 一吻傾城                | 沈十一      | 网路短剧 |
| 2024 | 甜心萌探                | 高寒        | 网路短剧 |
| 2024 | 花间令                  | 卓瀾江      | 网路剧   |
| 2024 | 南柯梦                  | 沈南        | 网路短剧 |
| 2025 | 权宠                    | 裴慎之      | 网路短剧 |
| 待播 | 有座香粉宅              | 白舍        | 网路剧   |
| 待播 | 我在九幽等你            | 玄裴        | 网路剧   |
| 待播 | 掌中刃                  | 顾朝夕/殷昼 | 网路剧   |
| 待播 | 引灯诀                  | 桃花妖      | 网路剧   |
| 待播 | 你是迟来的欢喜          | 李识灿      |          |
| 待播 | 宅心仁斗                | 李子軒      | 网路短剧 |
| 待播 | 折月亮                  |             | 网路剧   |